# 気分上々↑↑
「気分上々↑↑」（きぶんじょうじょう）は、日本の音楽ユニット・mihimaru GTの9作目のシングル。2006年5月3日にユニバーサルミュージック内のレーベル・ユニバーサルJより発売された。

## 概要
- 前作「さよならのうた」から約2ヶ月ぶりのシングル。
- 表題曲はエムティーアイ『music.jp』と、メンバー出演のダリヤ『パルティ』のCMソング[1]、テレビ東京系列『スキバラ』のエンディングテーマに使用された。表題曲が複数のタイアップに使用されたのは「H.P.S.J. -mihimaru Ball MIX-」以来5作ぶり、ダリヤ『パルティ』のCMソングを担当するのは「ユルメのレイデ」以来4作ぶりとなった。
- 初回限定盤と通常盤の2形態で発売され、初回限定盤には特典として表題曲のミュージック・ビデオ、ダリヤ『パルティ』のCMとメイキング映像を収録したDVD-Videoが同梱された。
- オリコンチャート初登場7位を獲得[2]。自身初のトップ10入りを果たし、日本レコード協会からゴールド認定された。
- 2006年6月19日までに着信メロディやPC配信などの総ダウンロード件数が100万件を突破する[3]。日本レコード協会のダウンロード部門ではシングルトラックと着うたでミリオンセラー認定されている。
- 2006 FIFAワールドカップに合わせて「気分上々↑↑ 〜ニッポン応援バージョン〜」が制作され[3]、レコード会社直営♪サウンドの着うたランキングでは原曲と同時に週間トップ10入りを達成した[4]。
- この楽曲でテレビ朝日系列『ミュージックステーション』への初出演と、NHK『第57回NHK紅白歌合戦』に初出場を果たした。また、この楽曲でTBS系列『第48回日本レコード大賞』にて金賞にノミネート、日本ゴールドディスク大賞のザ・ベスト10ソング・バイ・ダウンロードを受賞している。

## 収録曲
1. 気分上々↑↑ [3:50]
作詞：hiroko & mitsuyuki miyake
作曲：mitsuyuki miyake & Shifo & 日比野元気
編曲：mitsuyuki  miyake & 日比野元気
miyake曰く「テーマはリアル」で、ドラムスやベースの生音を強調している。ラップの歌詞は誰もが持っている日常的な悩みを、サビは悩みを吹き飛ばすほど楽しませてくれという意味で書かれた[5]。
2. The 7 Wonders [3:55]
作詞・作曲・編曲：mitsuyuki miyake
インディーズ時代に発売された自主制作盤『mihimaru GT』の収録曲[1]。
3. 気分上々↑↑ (Instrumental) [3:50]
作曲：mitsuyuki miyake & Shifo & 日比野元気
編曲：mitsuyuki  miyake & 日比野元気
表題曲のインストゥルメンタル。
4. The 7 Wonders (Instrumental) [3:54]
作曲・編曲：mitsuyuki miyake
カップリング曲のインストゥルメンタル。

## 参加ミュージシャン
mihimaru GT
- hiroko：Vocals & Rap
- mitsuyuki miyake：Vocals & Rap、Keyboards & Programming (#1,3)

Additional Musician
- 日比野元気：Keyboards & Programming (#1,3)
- 山崎淳：Guitars (#1,3)
- 下野ヒトシ：Bass (#1,3)
- 高田真：Drums (#1,3)
- DJ MINORU：Turntable (#1,3)

## タイアップ
- エムティーアイ『music.jp』CMソング (#1)
- ダリヤ『パルティ』CMソング (#1)
- テレビ東京系列バラエティ番組『スキバラ』2006年5月度エンディングテーマ (#1)

## 収録アルバム
- mihimagic (#1)
- THE BEST of mihimaru GT (#1)
- The Best Selection of ASIA (#1)
- 10th Anniversary BEST 2003-2013 (#1,2)
- mihimania IV〜コレクション アルバム〜 (#1、S.P.P. Remix)
- THE SINGLE of mihimaru GT (#1)
- mihimania〜コレクション アルバム〜 (#2)
- mihimania collection (#2)

## カバー
気分上々↑↑
- アルスマグナ
  - 2016年11月2日に7thシングルとして宮澤佐江扮する朱鷺宮佐江をフィーチャリングに迎えてカバー。

- Amaryllis Bomb×JENNI
  - 2017年11月8日にmihimaruGT、miyakeによるプロデュースでコラボシングル「気分上々↗↗↗ YUTORI re:mix」でカバー。

- 鈴鹿詩子
  - 2020年10月24日、配信限定アルバム『IMAGINATION vol.3』にてカバー。同年12月23日にはCDが限定販売された。

- Happy Around!
  - 2021年2月24日発売のシングル「WOW WAR TONIGHT〜時には起こせよムーヴメント〜」（歌：天野愛莉（CV：水樹奈々）＆姫神紗乃（CV：Raychell））のカップリング曲として収録された。アニメ『D4DJ First Mix』の劇中歌として使用。

- すとぷり
  - 2021年5月9日、YouTubeに投稿した歌ってみた動画としてカバー。同年6月2日には配信限定シングルとして配信された。
- EIKO Starring 96猫、諸葛孔明（CV：置鮎龍太郎）、KABE太人（CV：千葉翔也）、久遠七海 starring Lezel
  - 2022年4月から6月まで放送されたテレビアニメ『パリピ孔明』エンディングテーマ。同年5月25日にシングル発売[8]。